# Лука Нец
Лука Нец (нім. Luca Netz, нар. 15 травня 2003, Берлін, Німеччина) — німецький футболіст, фланговий захисник клубу «Боруссія» (Менхенгладбах) та молодіжної збірної Німеччини.

## Ігрова кар'єра

### Клубна
ЛукаНец народився в Берліні. Починав займатися футболом в академії клубу «Бернау». У 2010 році футболіст перебрався до академії столичного клубу «Герта». У клубі Нец виступав за молодіжну команду. З 2020 року Нец був переведений до другої команди «Герти». Дебютна гра футболіста в основі відбулася у січні 2021 року. У віці 17 років і 232 дні Нец став наймолодшим дебютантом «Герти» в чемпіонаті після Леннарта Гартманна.
Сезон 2021/22 Нец розпочав у клубі «Боруссія» (Менхенгладбах). У серпні 2021 року він зіграв першу гру в новій команді.

### Збірна
У 2019 році у складі юнацької збірної Німеччини (U-17) Лука Нец брав участь у юнацькій першості Європи, що проходив в Ірландії. Де збірна Німеччини вилетіла після гупового турніра.